# Keiji Shibasaki
 (juillet 2025).
Si vous disposez d'ouvrages ou d'articles de référence ou si vous connaissez des sites web de qualité traitant du thème abordé ici, merci de compléter l'article en donnant les références utiles à sa vérifiabilité et en les liant à la section « Notes et références ».
Keiji Shibasaki (柴崎 恵次, Shibasaki Keiji, 1894-1943) était un amiral japonais et le commandant de la garnison japonaise sur l'île de Betio de l'atoll de Tarawa pendant la Seconde Guerre mondiale lors de la bataille de Tarawa (20–23 novembre 1943).

## Biographie
Keiji Shibasaki est promu amiral en mai 1943.
Shibasaki est arrivé sur Betio en septembre 1943 pour prendre le commandement de la garnison japonaise, y compris 1122 soldats de la marine impériale formant la 3e force spéciale de débarquement, 1497 soldats de la marine impériale formant la 7e force spéciale de débarquement de Sasebo et des travailleurs coréens et chinois pour la plupart formant la 111e unité de construction, et un détachement de 970 travailleurs de la 4e unité de construction.
Shibaskaki était un vétéran de l'assaut amphibie en Chine pendant les années 1930 et savait comment défendre l'île contre un débarquement ennemi. Il a établi de fortes défenses étendues sur toute l'île de Betio pour défendre le terrain d'aviation d'importance stratégique et est célèbre pour avoir dit à ses hommes « cela prendra un million d'hommes et cent ans » pour conquérir l'île. Shibasaki est censé avoir été tué le premier jour de la bataille lors de l'après-midi du 20 novembre 1943 avec tous les principaux officiers de l'île par des destroyers américains tandis qu'ils allaient vers un poste de commandement secondaire de l'île plus éloigné des postes de combat que son bunker de commandement.